# Emmen (Drenthe)
Emmen (anhörenⓘ) ist eine Gemeinde im Südosten der niederländischen Provinz Drenthe mit 109.698 Einwohnern (Stand 1. Januar 2025), davon leben etwa 56.000 in der gleichnamigen Stadt und 51.000 in den zu der Gemeinde gehörenden Dörfern und Moorkolonien. Die Stadt liegt auf dem südöstlichen Ende des Höhenzuges Hondsrug.

## Stadtgliederung
Die Stadt Emmen gliedert sich in sechs Bezirke (niederländisch gebieden):
- Emmen-Noord (14.502 Einwohner)
- Emmen-Oost (18.968 Einwohner)
- Emmen-Zuid (23.098 Einwohner)
- De Monden (11.933 Einwohner)
- De Blokken (21.987 Einwohner)
- De Velden (16.559 Einwohner)

Diese sind untergliedert in die offiziellen Stadtteile, die mit ihren Einwohnerzahlen 2004 und 2010 (jeweils 1. Januar) in folgender Tabelle genannt werden:
| Stadtteil                | Einwohner 2004 | Einwohner 2010 |
| ------------------------ | -------------- | -------------- |
| Emmen                    | 51.510         | 57.452         |
| Klazienaveen             | 10.930         | 12.036         |
| Emmer-Compascuum         | 5.340          | 8.003          |
| Nieuw-Amsterdam/Veenoord | 6.380          | 7.181          |
| Schoonebeek              | 3.790          | 5.177          |
| Erica                    | 3.720          | 4.864          |
| Nieuw-Weerdinge          | 3.310          | 3.655          |
| Zwartemeer               | 3.130          | 3.118          |
| Nieuw-Dordrecht          | 1.660          | 2.101          |
| Barger-Compascuum        | 1.480          | 2.003          |
| Weiteveen                | 1.540          | 1.760          |
| Nieuw-Schoonebeek        | 1.320          | 1.311          |
| Roswinkel                | 500            | 832            |

## Bilder

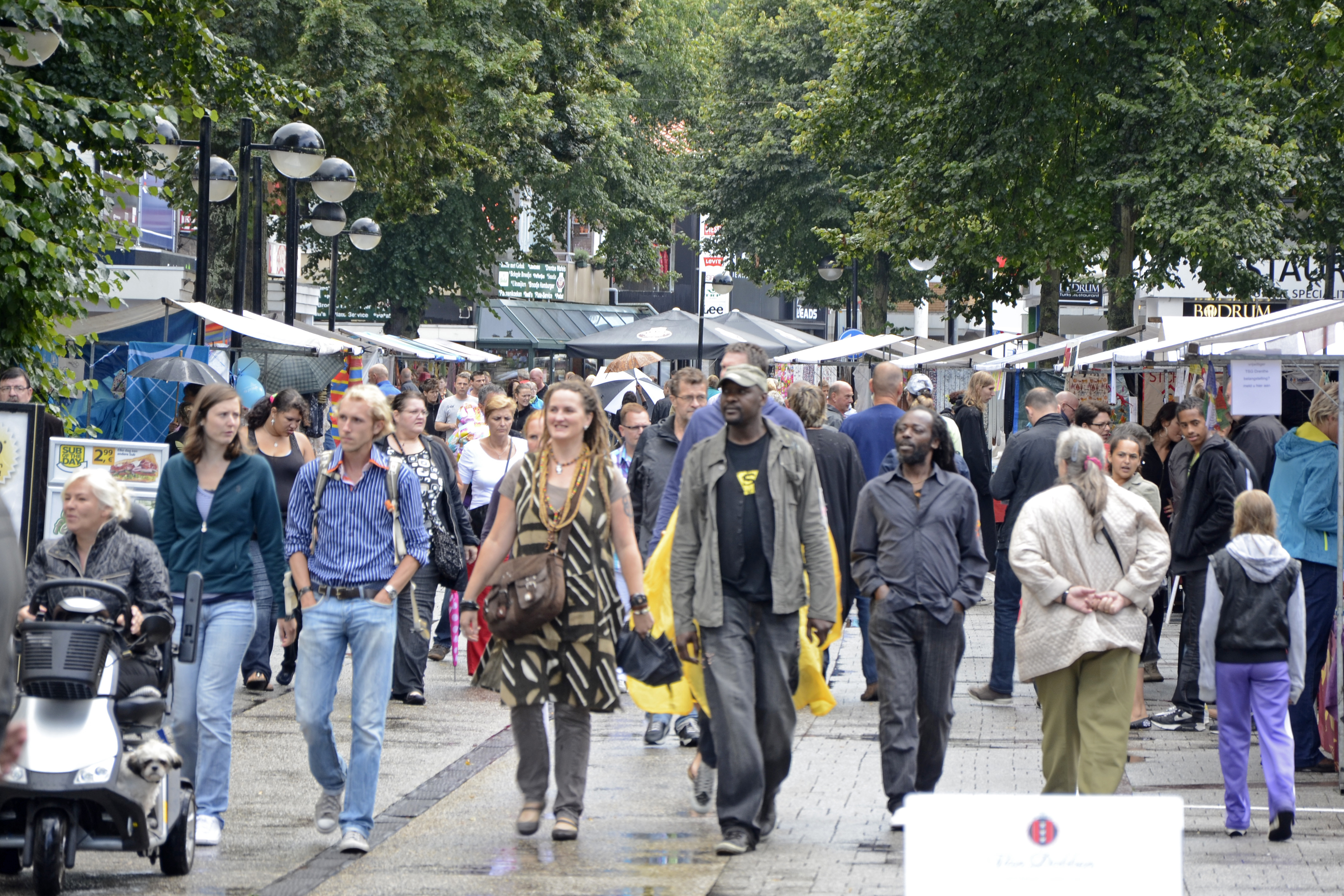
Hauptstraße, Stadtmitte
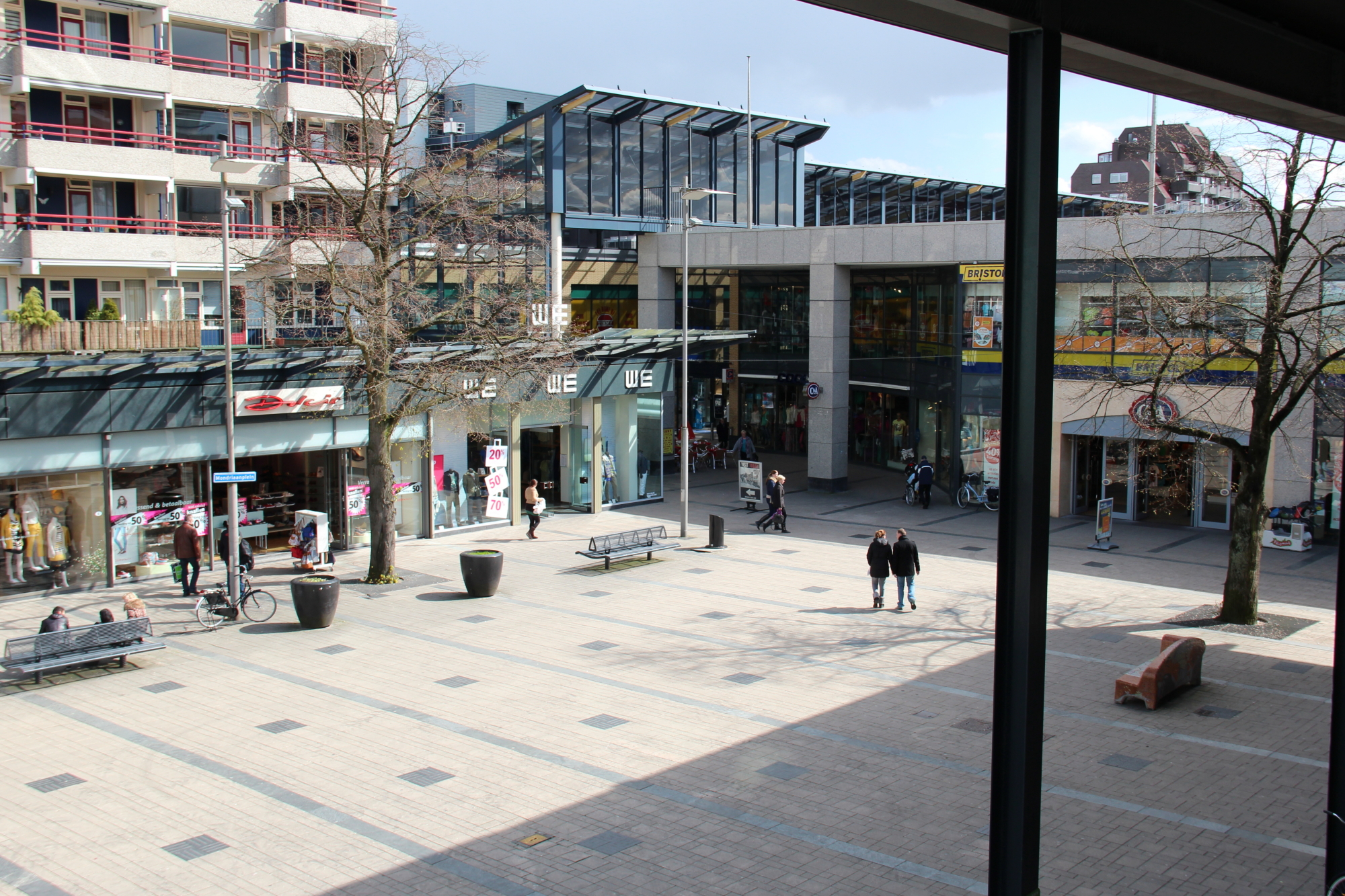
De Weiert, Stadtmitte
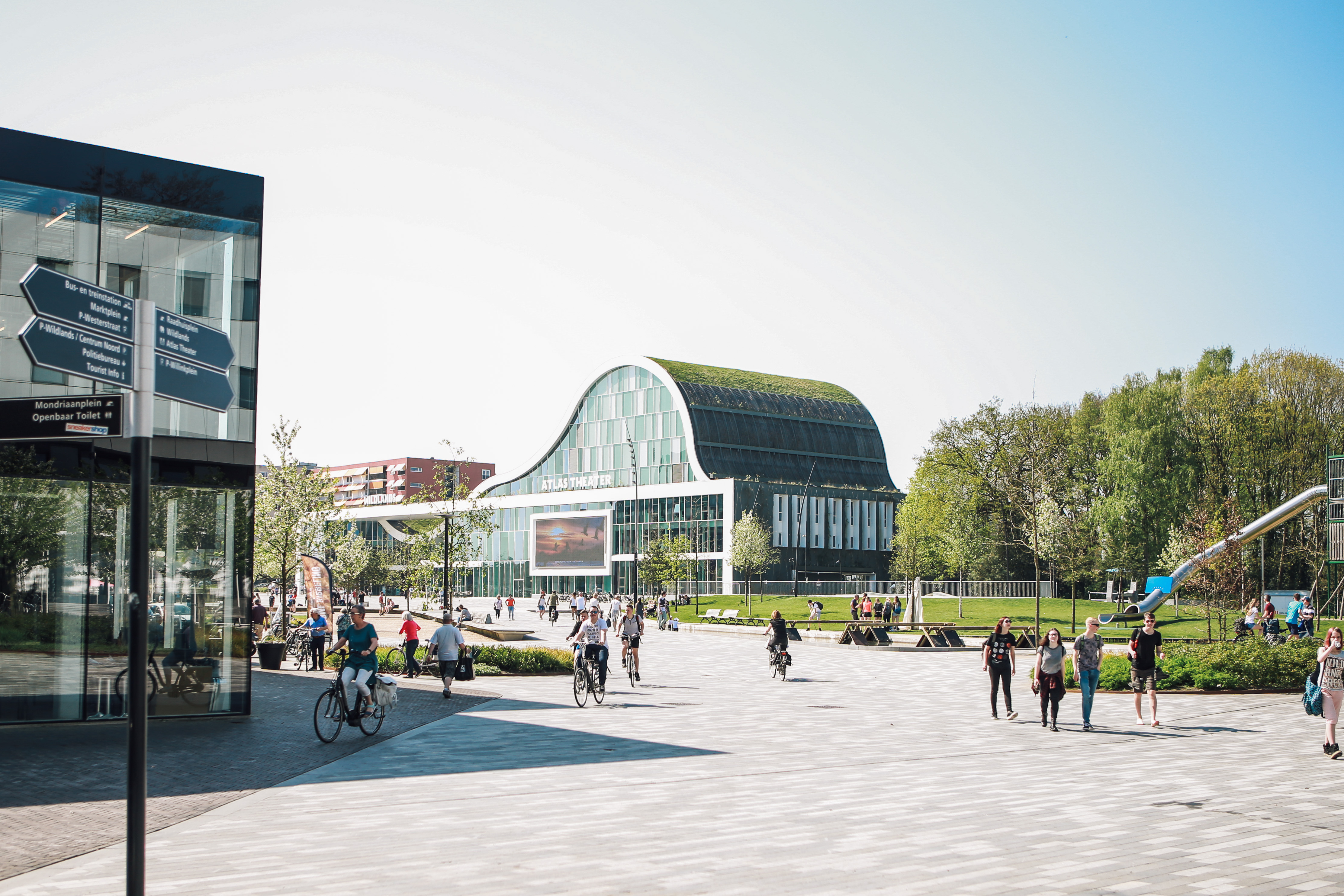
Rathausplatz, Stadtmitte
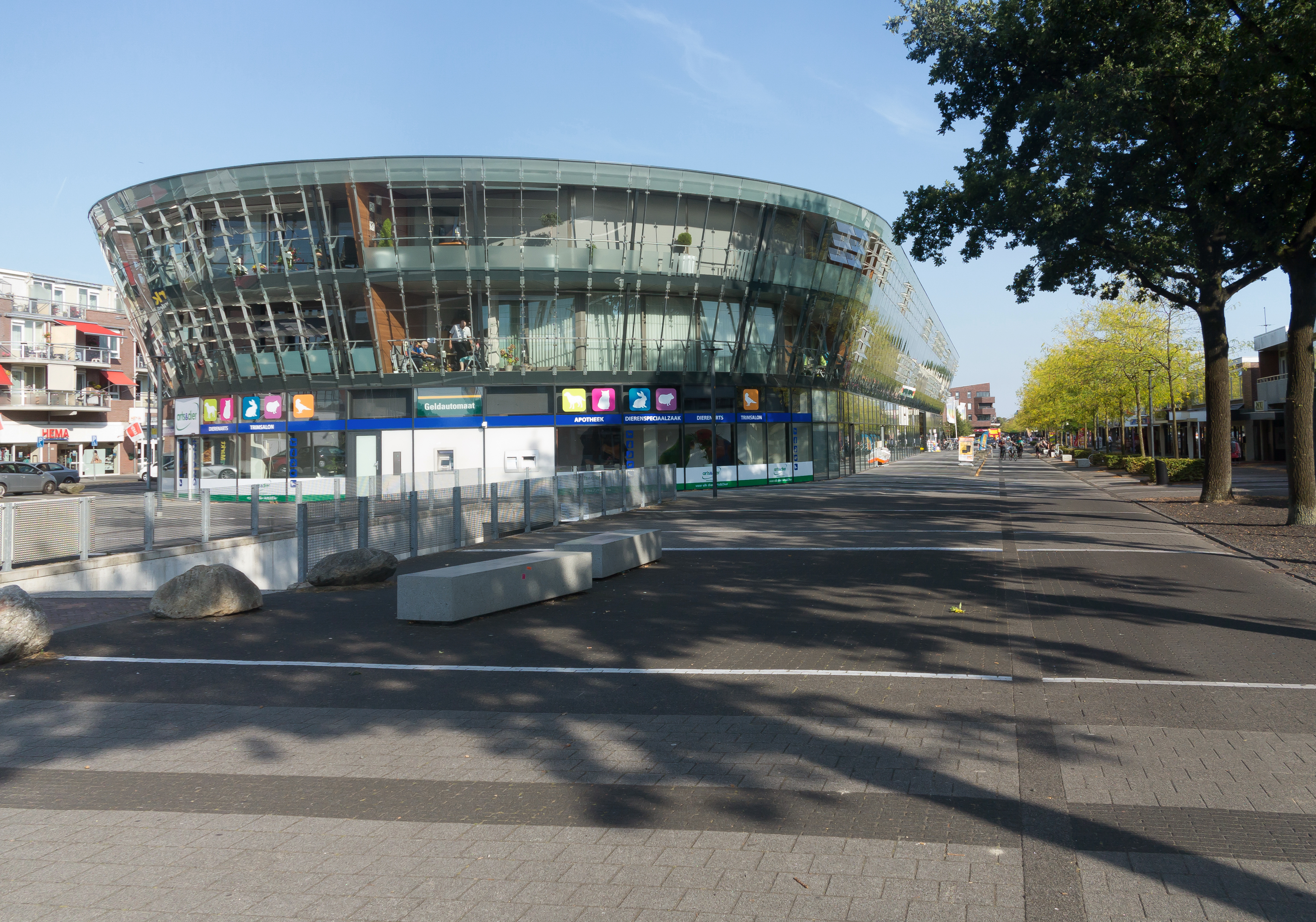
Klazienaveen
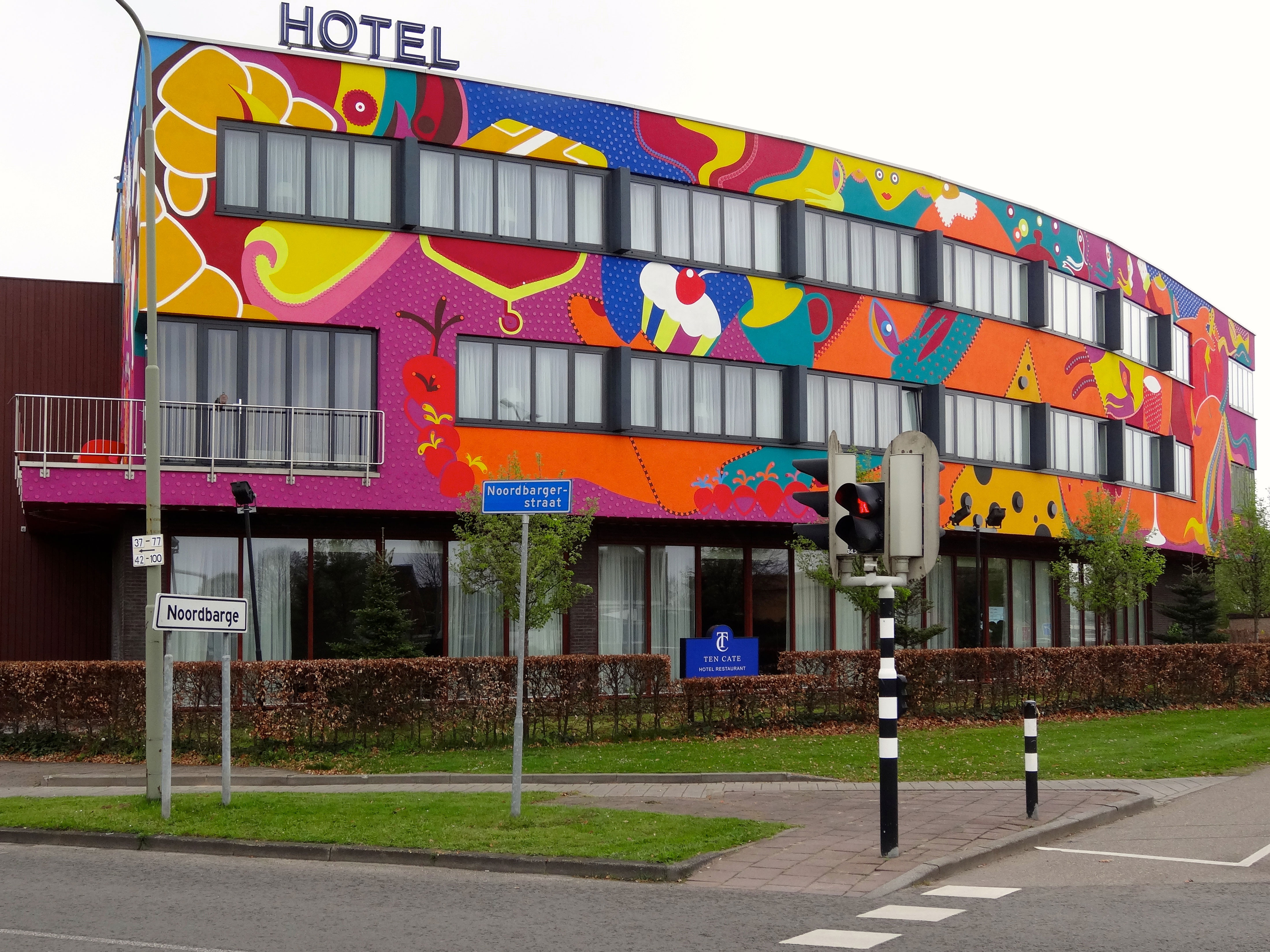
Ten Cate
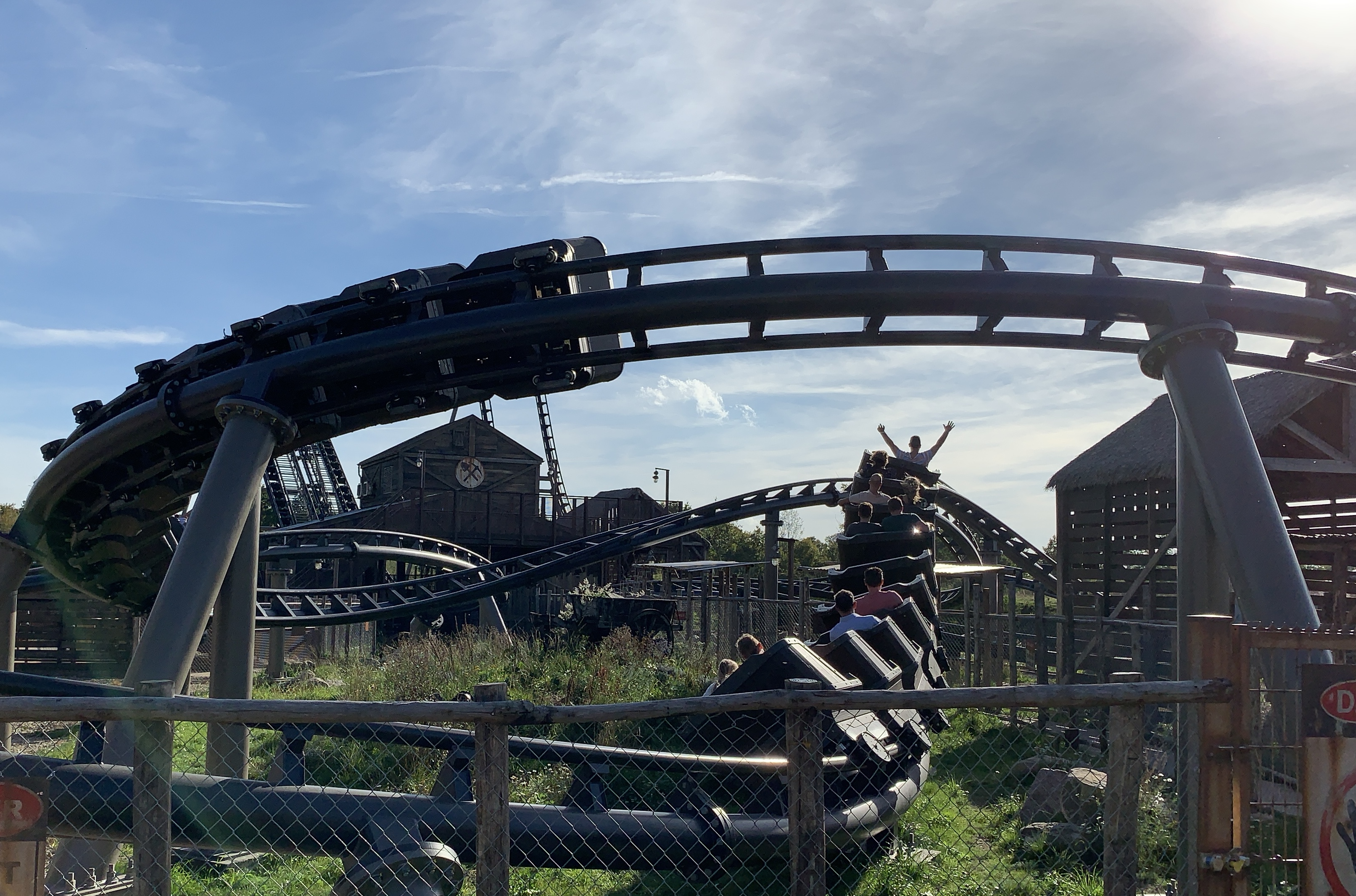
Wildlands Zoo
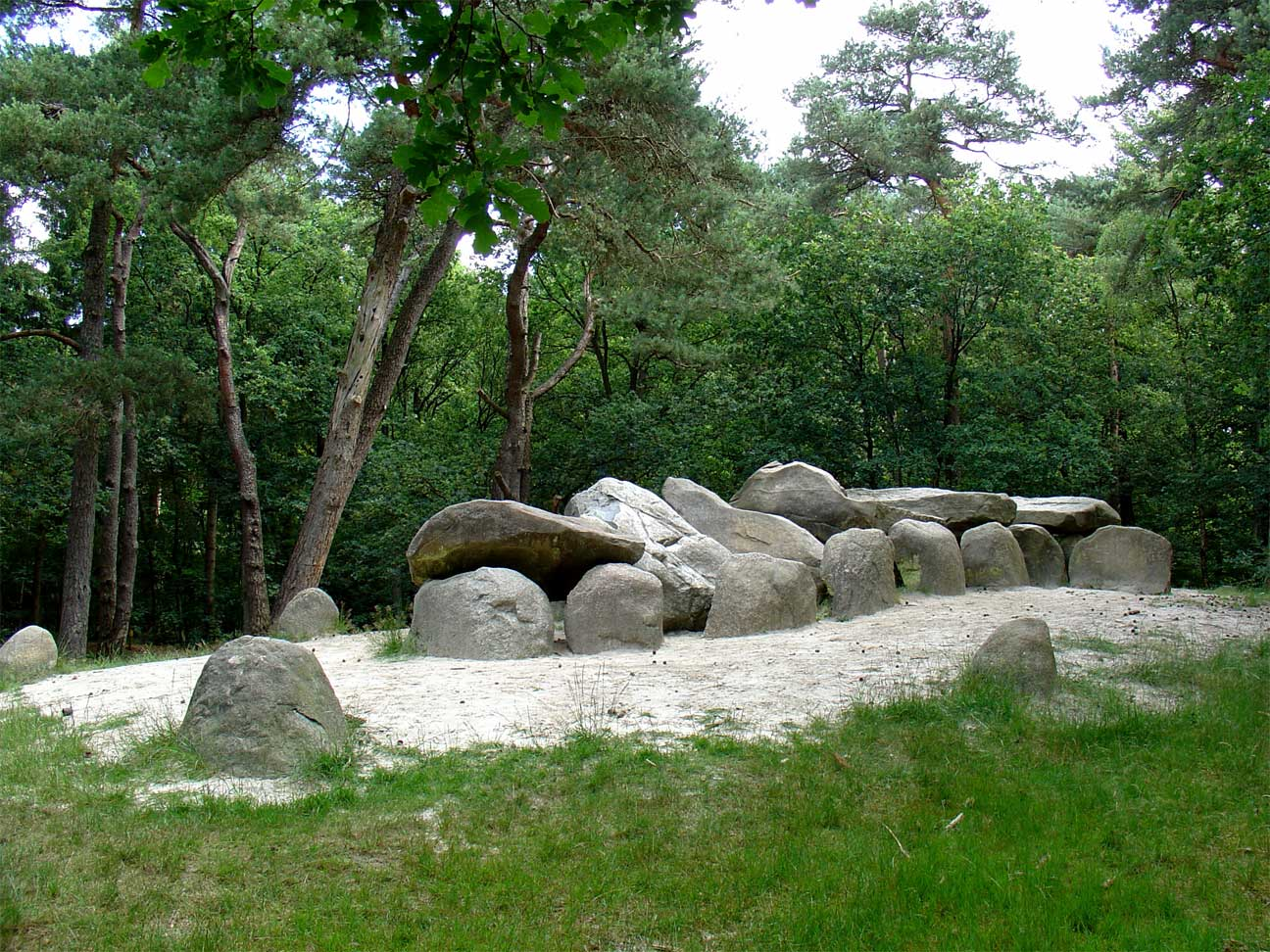
Großsteingrab
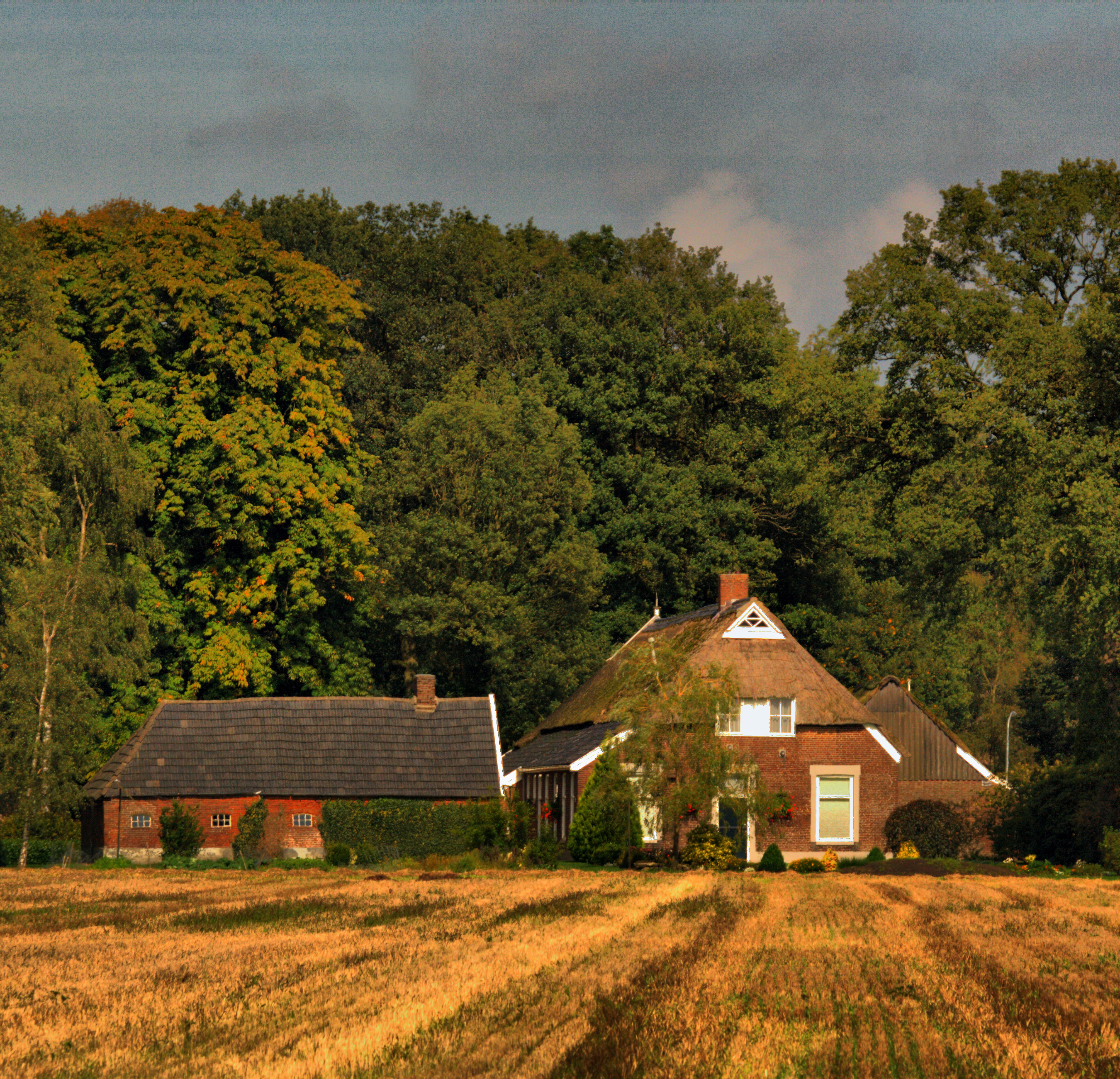
Zuidbarge
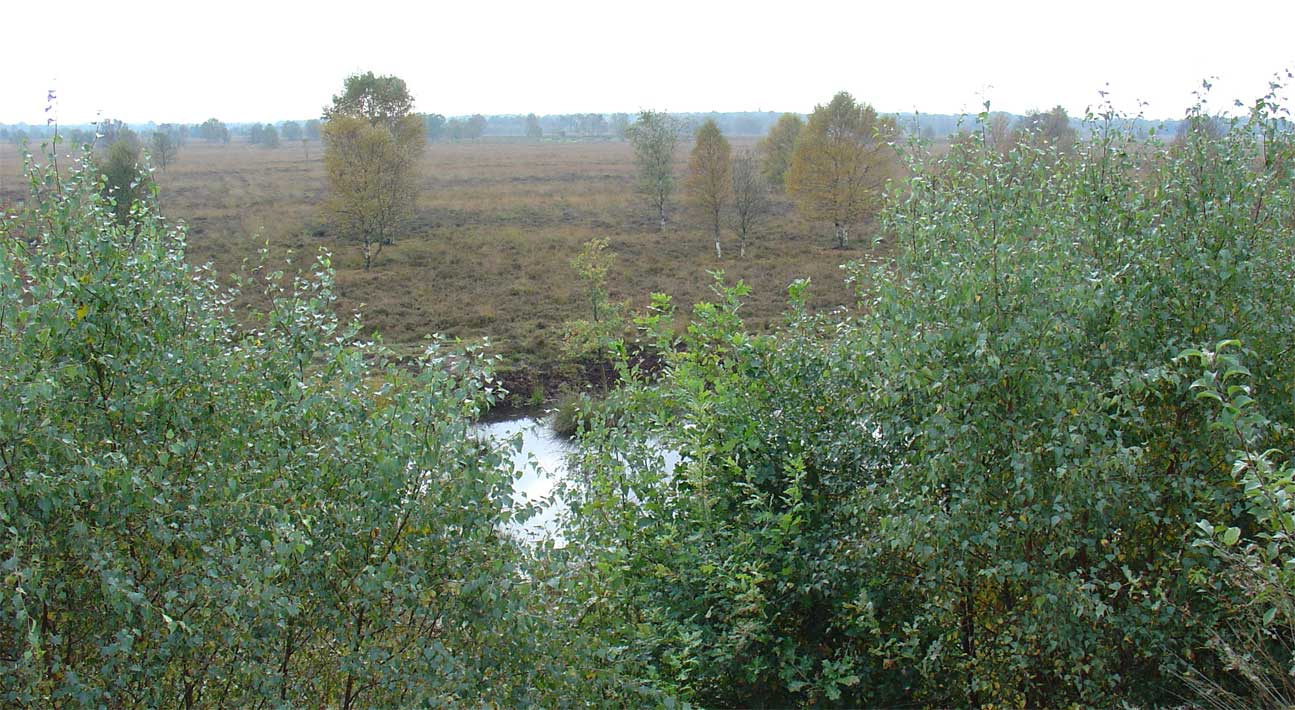
Bourtanger Moor
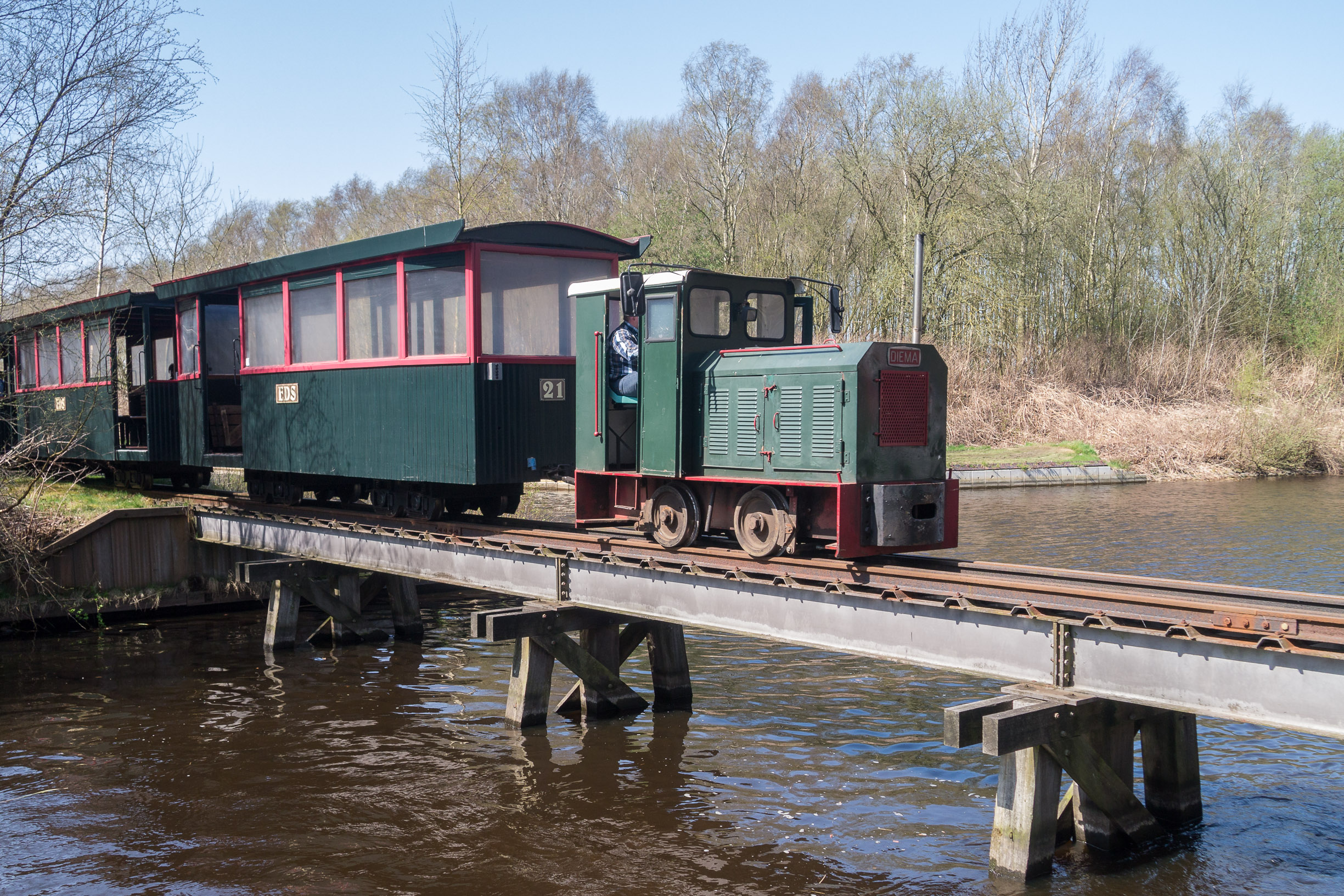
Veenpark
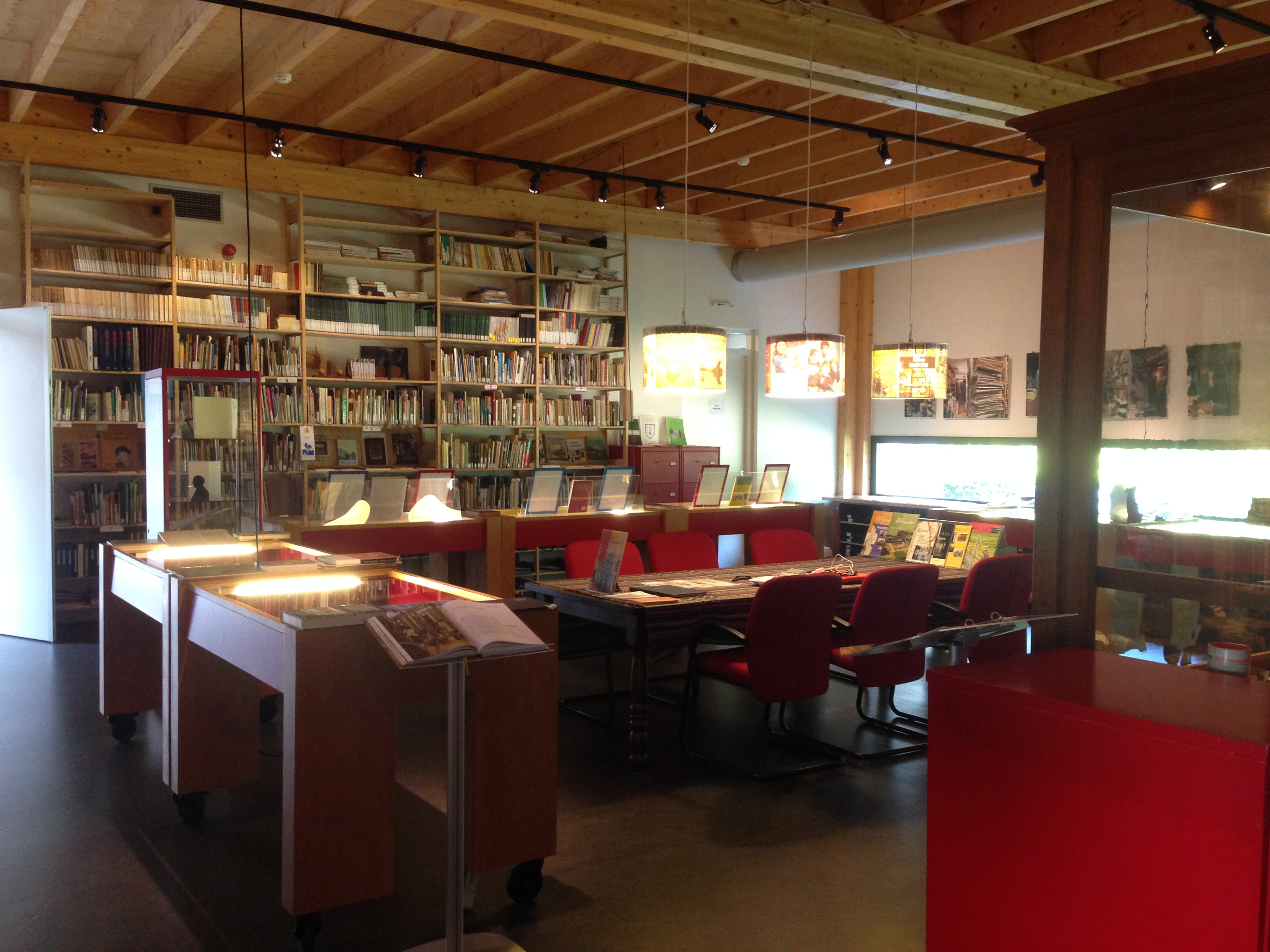
Kollection Brands
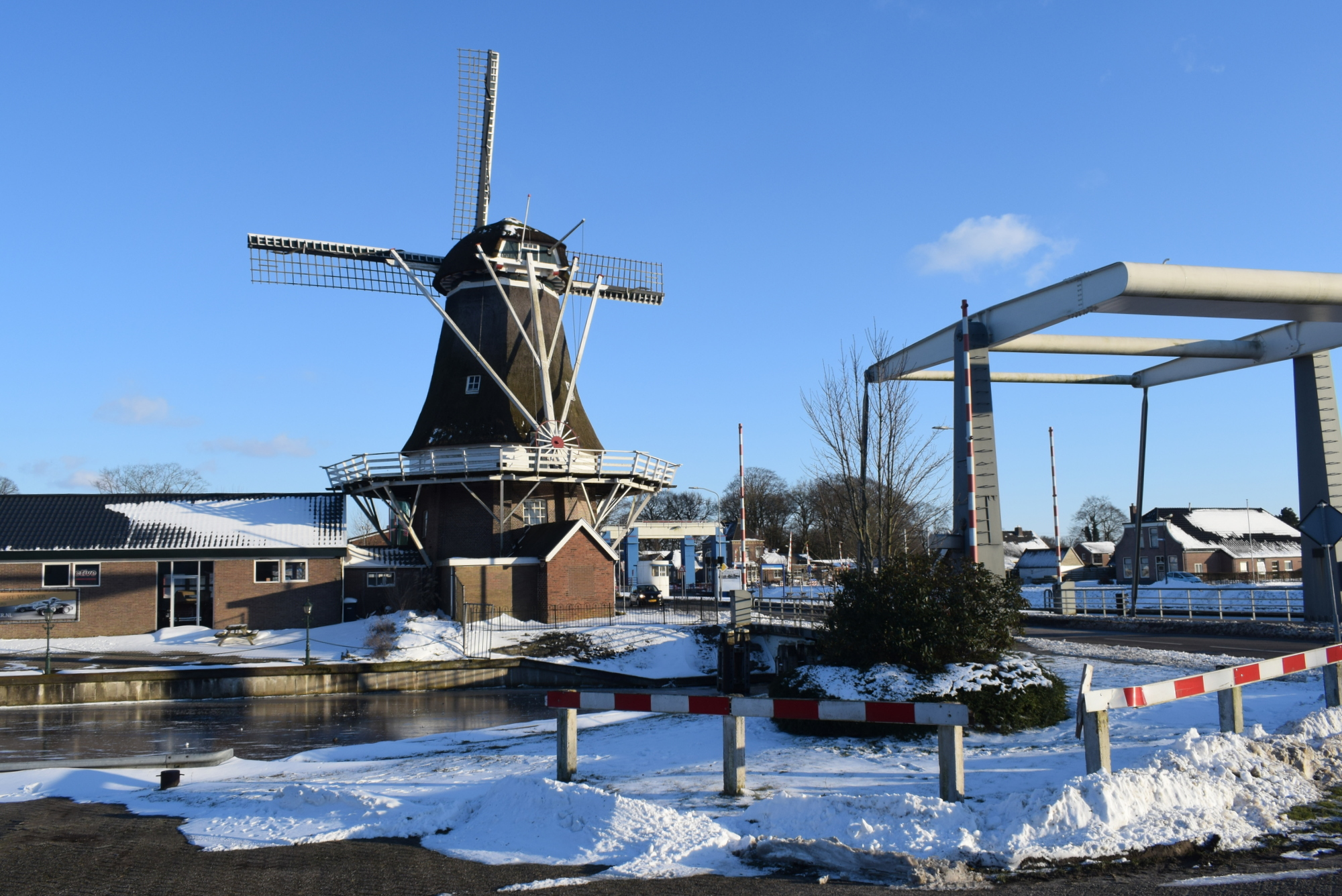
Veenoord

## Geschichte
Die Gegend war schon in der Jungsteinzeit bewohnt. Der Ort Emmen wurde im 12. Jahrhundert zum ersten Mal als Curtis Emne („Hof von Emmen“) erwähnt und blieb bis ins 20. Jahrhundert ein bäuerlich geprägtes Dorf. Nach dem Zweiten Weltkrieg wurde die ökonomisch schwache Region als Entwicklungsgebiet staatlich gefördert und vor allem Textil- und Metallindustrie angesiedelt. In den Anfangsjahren der Nachkriegszeit war Emmen eine der am schnellsten wachsenden Städte der Niederlande. Emmen entwickelte sich so von einem armen Bauerndorf zu einer wichtigen Stadt. Umfangreiche Wohnbaumaßnahmen wurden notwendig. Diese wurden teilweise in großem Abstand zur bestehenden Bebauung geplant, um wertvolle Landschaftsgebiete nicht zu zerstören. Dadurch nimmt die Stadt eine relativ große Fläche ein. Heute ist Emmen noch vor der Provinzhauptstadt Assen die größte Stadt der Provinz Drenthe.
1992 wurde der Toyismus gegründet.
Am 27. April 2024 fanden in Emmen die offiziellen Feierlichkeiten zum Konigsdag statt.

## Politik

### Sitzverteilung im Gemeinderat
Stärkste Partei bei den Kommunalwahlen für die Wahlperiode 2022–2026 wurde die Wählervereinigung Wakker Emmen (deutsch „Tüchtiges Emmen“). Die Sitzverteilung im Gemeinderat von Emmen setzte sich seit 1982 wie folgt zusammen:
| Partei                        | Sitze a | Sitze a | Sitze a | Sitze a | Sitze a | Sitze a | Sitze a | Sitze a | Sitze a | Sitze a | Sitze a |
| Partei                        | 1982    | 1986    | 1990    | 1994    | 1997 b  | 2002    | 2006    | 2010    | 2014    | 2018    | 2022    |
| ----------------------------- | ------- | ------- | ------- | ------- | ------- | ------- | ------- | ------- | ------- | ------- | ------- |
| Wakker Emmen                  | –       | –       | –       | –       | –       | –       | –       | 5       | 15      | 11      | 15      |
| PvdA                          | 16      | 22      | 15      | 12      | 11      | 11      | 18      | 11      | 6       | 7       | 7       |
| CDA                           | 12      | 11      | 12      | 9       | 9       | 10      | 8       | 9       | 5       | 5       | 4       |
| VVD                           | 4       | 3       | 3       | 4       | 4       | 5       | 4       | 4       | 2       | 3       | 3       |
| SP                            | 0       | 0       | 1       | 2       | 4       | 2       | 2       | 2       | –       | 2       | 2       |
| PVV                           | –       | –       | –       | –       | –       | –       | –       | –       | –       | 3       | 2       |
| ChristenUnie                  | –       | –       | –       | –       | –       | 2       | 2       | 1       | 2       | 2       | 2       |
| D66                           | 1       | 1       | 4       | 6       | 3       | 2       | 0       | 2       | 3       | 2       | 1       |
| GroenLinks                    | –       | –       | 1       | 2       | 1       | 1       | 1       | 1       | 1       | 1       | 1       |
| FvD                           | –       | –       | –       | –       | –       | –       | –       | –       | –       | –       | 1       |
| 50PLUS                        | –       | –       | –       | –       | –       | –       | –       | –       | –       | 1       | 1       |
| LEF! Emmen                    | –       | –       | –       | –       | –       | –       | –       | 1       | 2       | 2       | –       |
| Drentse Ouderen Partij        | –       | –       | –       | –       | 2       | 1       | 1       | 2       | 3       | 0       | –       |
| Burgerbelangen Gemeente Emmen | –       | –       | –       | –       | –       | 2       | 3       | 1       | –       | –       | –       |
| Onafhankelijk Nieuw Emmen     | –       | –       | –       | –       | 3       | 1       | 0       | –       | –       | –       | –       |
| Leefbaar Emmen                | –       | –       | –       | –       | –       | 2       | 0       | –       | –       | –       | –       |
| RPF                           | 1       | 0       | 1       | 2       | 2       | –       | –       | –       | –       | –       | –       |
| GPV                           | 1       | 0       | 1       | 2       | 2       | –       | –       | –       | –       | –       | –       |
| EVP                           | 1       | 0       | –       | –       | –       | –       | –       | –       | –       | –       | –       |
| PSP                           | 1       | –       | –       | –       | –       | –       | –       | –       | –       | –       | –       |
| PPR                           | 1       | –       | –       | –       | –       | –       | –       | –       | –       | –       | –       |
| CPN                           | 1       | –       | –       | –       | –       | –       | –       | –       | –       | –       | –       |
| Gemeentebelangen              | 1       | –       | –       | –       | –       | –       | –       | –       | –       | –       | –       |
| Gesamt                        | 37      | 37      | 37      | 37      | 39      | 39      | 39      | 39      | 39      | 39      | 39      |

Anmerkungen

### Kollegium von Bürgermeister und Beigeordneten
Bei den Koalitionsparteien für die Legislaturperiode 2018–2022 handelt es sich um die Lokalpartei Wakker Emmen sowie die CDA und die PvdA. Wakker Emmen und die PvdA stellen dem Kollegium jeweils zwei Beigeordnete bereit, während die CDA mit einem Beigeordneten zugegen ist. Folgende Personen gehören zum Kollegium und sind in folgenden Bereichen zuständig:
| Funktion           | Name                   | Partei       | Ressort | Anmerkung                                 |
| ------------------ | ---------------------- | ------------ | --- | ----------------------------------------- |
| Bürgermeister      | Eric van Oosterhout    | PvdA         | gänzliche Politikkoordination, integrale Sicherheit, öffentliche Ordnung, Polizei und Feuerwehr, Koordination von interadministrativen Verhältnissen und externe Beziehungen, Kommunikation und Repräsentation, Verstärkung der lokalen Demokratie, staatlich anerkannte Beratungspartner für Dörfer und Bezirke | seit dem 15. März 2017 im Amt             |
| Beigeordnete       | Jisse Otter            | Wakker Emmen | Finanzen und Steuern, Anteilnahmen, Organisation und Geschäftsführung, Informatisierung und Automatisierung, Grundgeschäft, kommunale Immobilien und Einrichtungen, sozial-kulturelle Arbeit, Wohnen und Bauen, Überwachung und Vollzug, Rensenpark                                                              | erster Stellvertreter des Bürgermeisters  |
| Beigeordnete       | Bouke Arends           | PvdA         | wirtschaftliche Entwicklung, Konservierung und Energiepolitik im Bereich Wirtschaft, Erreichbarkeit (die Gemeindegrenze überschreitend), Wissen und Innovation, internationale Beziehungen, Regionalmarketing, Veranstaltungen, nördliche Zusammenarbeit                                                         | zweiter Stellvertreter des Bürgermeisters |
| Beigeordnete       | Robert Kleine          | CDA          | Jugend, Bildung, Wohl und gesellschaftliche Betreuung, Erholung und Tourismus, Kunst und Kultur, Land- und Gartenbau | dritter Stellvertreter des Bürgermeisters |
| Beigeordnete       | René van der Weide     | Wakker Emmen | öffentlicher Raum, Erreichbarkeit (innerhalb der Gemeindegrenze), räumliche Entwicklung und Lebensqualität, Genehmigungen, Umwelt, Nachhaltigkeit und Energie, Sport, Tierwohl | vierter Stellvertreter des Bürgermeisters |
| Beigeordnete       | Raymond Wanders        | PvdA         | Volksgesundheit, Pflege, Partizipation, Einkommen, Integration und Emanzipation, Schulverwaltung der öffentlichen Bildung | fünfter Stellvertreter des Bürgermeisters |
| Gemeindesekretärin | Ida Oostmeijer-Oosting | —            | — | seit März 2015 im Amt                     |

### Partnerstädte
Die deutsche Stadt Georgsmarienhütte ist Partnerstadt Emmens: 1965 entstand die Partnerschaft zwischen den damals noch eigenständigen Orten Schoonebeek und Oesede. Emmens Ortsteile Emmer-Compascuum, Nieuw-Weerdinge und Roswinkel sind seit 1991 in einer Partnerschaft mit der niedersächsischen Stadt Langelsheim.

## Wirtschaft

### Verkehr
Die Stadt ist Endpunkt der Bahnstrecke Zwolle–Stadskanaal, die bis zum Bahnhof Emmen in Betrieb ist. Ins 25 km entfernte Meppen führte bis zum Jahresende 2022 eine grenzüberschreitende Buslinie.
Es gibt seit 2002 die Autobahn 37 Richtung Hoogeveen. Auch die Verbindung zur deutschen Autobahn 31 und nach Meppen (E 233) ist seit Ende 2007 vierspurig ausgebaut. Dies ist für Emmen besonders wichtig, da die Stadt als einer der Ausgangspunkte für den niederländischen Export nach Skandinavien gilt.

### Industrie
Die Stadt hat eine wichtige Kunstfaserindustrie. In der Umgebung wird Erdgas und seit etwa 100 Jahren auch etwas Erdöl gewonnen. Auch ein „grüner Gewerbepark“ für Hightechunternehmen gehört zu dem am dichtesten konzentrierten Industriegebieten des Nordens der Niederlande. Emmen ist ein wichtiges Einkaufs- und Wirtschaftszentrum der Umgebung.

### Bildung
- Stenden Hogeschool (entstanden aus einer Fusion der „Christelijke Hogeschool Nederland“ (CHN) und der „Hogeschool Drenthe“)

## Tourismus und Sehenswürdigkeiten

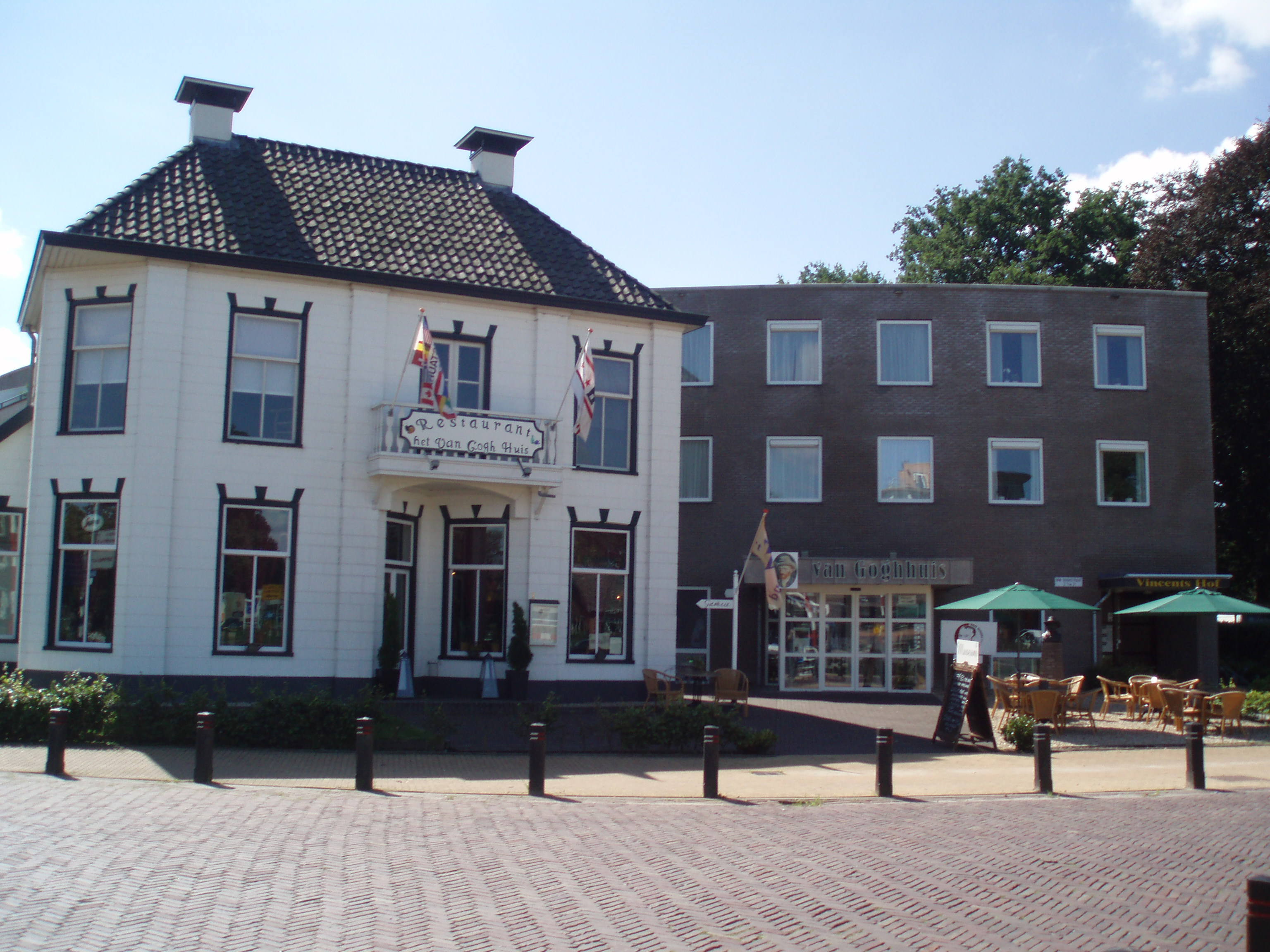
Das Van-Gogh-Haus in Nieuw Amsterdam

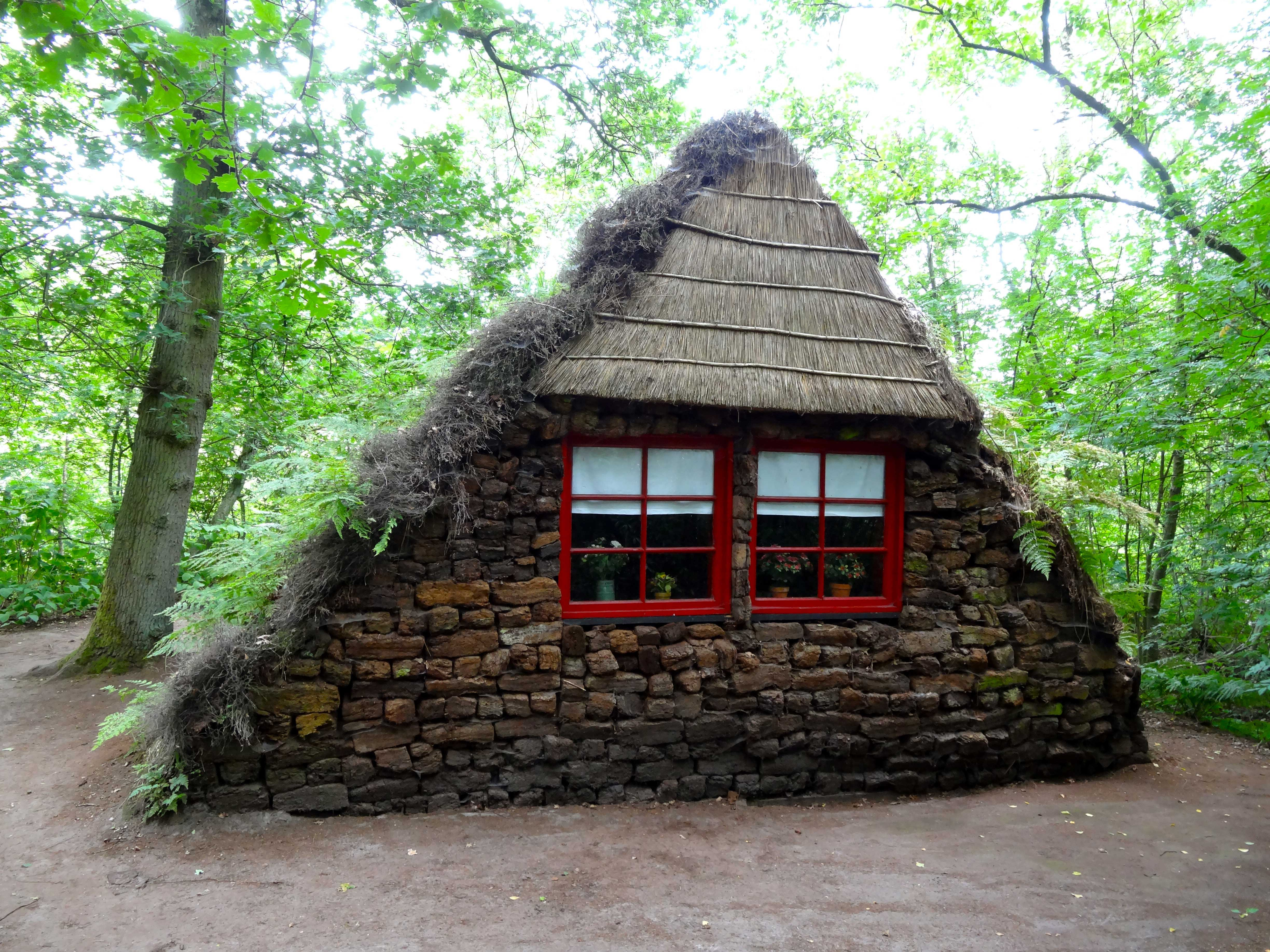
Plaggenhütte im Freilichtmuseum Veenpark

Der Tourismus ist von großer Bedeutung in Emmen. Veranstaltungen wie das Full Color Festival, der über die Grenzen hinaus bekannte Zoo und das Freilichtmuseum Veenpark lassen viele Gäste in die Stadt kommen.
Mitten in Emmen befinden sich die Wildlands, der größte Zoo der Nordniederlande. Im Dorf Barger-Compascuum liegt das Freilichtmuseum Veenpark, das über das Leben im ehemaligen Hochmoor in der Nähe von Emmen informiert. Am südöstlichen Rand der Gemeinde Emmen erstreckt sich der Internationale Naturpark Bourtanger Moor-Bargerveen.
An der Grenze zwischen Veenoord und Nieuw Amsterdam hat im Jahr 1883 für einige Monate der Maler Vincent van Gogh gewohnt. Das Gebäude an der Van Goghstraat 1 wurde erst vor wenigen Jahren zu einem kleinen Museum mit Café hergerichtet.
Im Nordosten Emmens befindet sich das einzige Earthwork von Robert Smithson außerhalb der USA: Broken Circle/Spiral Hill.

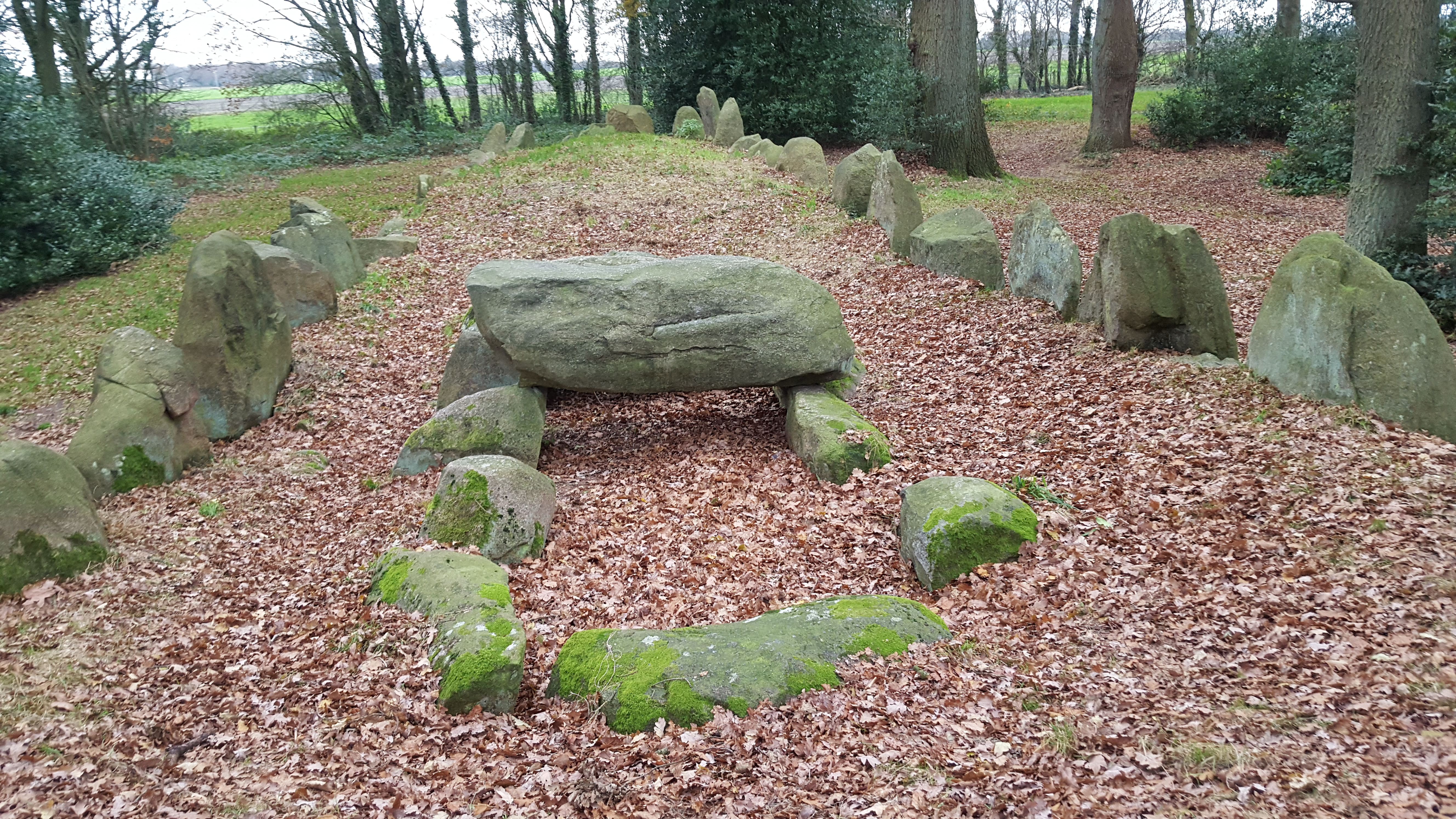
Großsteingrab Emmen-Schimmeres

In der Umgebung liegen mehrere kleine Wälder, Moor- und Heidegebiete, die sich für eine Wander- oder Radtour eignen. Die Gegend ist reich an Großsteingräbern (unter anderem befindet sich im Gemeindegebiet das Großsteingrab Emmen-Schimmeres, das größte Exemplar dieses Grabtyps in den Niederlanden). Es gibt mehrere Campingplätze und einige kleinere Hotels.

## Sport
- FC Emmen
- Stockcar Arena Emmen

## Söhne und Töchter der Stadt
- Albertus Rusius (1614–1678), Rechtsgelehrter
- Dries van der Lof (1919–1990), Autorennfahrer
- Harm Pinkster (1942–2021), Klassischer Philologe, Latinist
- Ben Feringa (* 1951), Chemiker, in Barger-Compascuum geboren
- Jaap Bos (* 1953), Fußballspieler
- Maruschka Detmers (* 1962), Schauspielerin
- Jan de Jonge (* 1963), Fußballtrainer und ehemaliger -spieler
- Cor Fuhler (1964–2020), Pianist, Keyboarder und Komponist
- Gert Jakobs (* 1964), Radrennfahrer
- Frank Westerman (* 1964), Autor und Journalist
- Suzan van der Wielen (* 1971), Hockeyspielerin
- Gerald Sibon (* 1974), Fußballspieler
- Addy Engels (* 1977), Radrennfahrer und Sportlicher Leiter
- Jannes Wolters (* 1979), Fußballspieler
- Bouke Scholten (* 1981), Sänger
- Mark Bult (* 1982), Handballspieler
- Bert-Jan Lindeman (* 1989), Radrennfahrer
- Jan Dekker (* 1990), Dartspieler
- Tijmen Eising (* 1991), Radrennfahrer
- Rick ten Voorde (* 1991), Fußballspieler
- Elmar Reinders (* 1992), Radsportler
- Jürgen Locadia (* 1993), Fußballspieler
- Anouk Nieuwenweg (* 1996), Handballspielerin
- Katja Stam  (* 1998), Beachvolleyballspielerin
- Max Houkes (* 2000), Tennisspieler
- Kjell Scherpen (* 2000), Fußballtorwart
- Larissa Schutrups (* 2000), Handballspielerin
- Jorick Pol (* 2004), Handballspieler